# Convocazioni per la CONCACAF Gold Cup 2009
Elenco di giocatori convocati da ciascuna Nazionale di calcio partecipante alla CONCACAF Gold Cup 2009.
Tutte le liste consistono in 23 giocatori, ad eccezione degli Stati Uniti, a cui è stato concesso il privilegio di ampliare la rosa a 30 giocatori, dovuto alla recente partecipazione alla FIFA Confederations Cup 2009.

## Gruppo A

### Canada
Allenatore:  Stephen Hart
| N. | Pos. | Giocatore             | Data nascita (età) | Pres. | Reti | Squadra                  |
| -- | ---- | --------------------- | ------------------ | ----- | ---- | ------------------------ |
| 1  | P    | Greg Sutton           | 19 aprile 1977     | 16    | 0    |                          |
| 2  | D    | Adrian Cann           | 19 settembre 1980  | 7     | 0    | Esbjerg                  |
| 3  | D    | Michaël Klukowski     | 27 maggio 1981     | 24    | 0    | Brugge                   |
| 4  | D    | André Hainault        | 17 giugno 1986     | 15    | 1    | Houston Dynamo           |
| 5  | D    | Kevin McKenna         | 21 gennaio 1980    | 44    | 9    | Colonia                  |
| 6  | C    | Julián de Guzmán      | 25 marzo 1981      | 40    | 5    | Deportivo de La Coruña   |
| 7  | D    | Paul Stalteri         | 18 ottobre 1977    | 77    | 7    | Borussia Mönchengladbach |
| 8  | D    | Marcel de Jong        | 15 ottobre 1986    | 11    | 1    | Roda                     |
| 9  | A    | Ali Gerba             | 4 novembre 1981    | 28    | 15   | Toronto                  |
| 10 | A    | William David Johnson | 21 gennaio 1987    | 10    | 0    | Real Salt Lake           |
| 11 | D    | Richard Hastings      | 18 maggio 1977     | 56    | 1    | Inverness                |
| 12 | C    | Issey Nakajima        | 16 maggio 1984     | 19    | 1    | Nordsjælland             |
| 13 | D    | Atiba Hutchinson      | 8 febbraio 1983    | 45    | 4    | Copenhagen               |
| 14 | D    | Dejan Jaković         | 16 luglio 1985     | 5     | 0    | DC United                |
| 15 | C    | Josh Simpson          | 15 maggio 1983     | 24    | 0    | Manisaspor               |
| 16 | A    | Simeon Jackson        | 28 marzo 1987      | 5     | 1    | Gillingham               |
| 17 | D    | Jaime Peters          | 4 maggio 1987      | 19    | 1    | Ipswich Town             |
| 18 | P    | Josh Wagenaar         | 26 febbraio 1985   | 2     | 0    | Yeovil Town              |
| 19 | D    | Kevin Harmse          | 4 luglio 1984      | 9     | 0    | Chivas USA               |
| 20 | C    | Patrice Bernier       | 23 settembre 1979  | 42    | 2    | Nordsjælland             |
| 21 | D    | Chris Poźniak         | 10 gennaio 1981    | 24    | 0    |                          |
| 22 | P    | Kenny Stamatopoulos   | 28 agosto 1979     | 5     | 0    | Lyn Oslo                 |
| 23 | C    | Charles Gbeke         | 15 marzo 1978      | 3     | 0    | Vancouver Whitecaps      |

### Costa Rica
Allenatore:  Rodrigo Kenton
| N. | Pos. | Giocatore               | Data nascita (età) | Pres. | Reti | Squadra                   |
| -- | ---- | ----------------------- | ------------------ | ----- | ---- | ------------------------- |
| 1  | P    | Keylor Navas            | 15 dicembre 1986   | 10    | 0    | Saprissa                  |
| 2  | D    | Darío Delgado           | 14 dicembre 1985   | 4     | 0    | Puntarenas                |
| 3  | D    | Freddy Fernández        | 25 febbraio 1974   | 24    | 1    | Liberia Mía               |
| 4  | D    | Pablo Salazar           | 21 novembre 1982   | 1     | 0    | Liberia Mía               |
| 5  | C    | Celso Borges            | 27 maggio 1988     | 17    | 7    | Fredrikstad               |
| 6  | C    | Cristian Oviedo         | 25 agosto 1978     | 9     | 0    | Alajuelense               |
| 7  | C    | Pablo Brenes            | 4 agosto 1982      | 11    | 0    | Brujas                    |
| 8  | C    | Óscar Esteban Granados  | 25 ottobre 1985    | 7     | 0    | Cartaginés                |
| 9  | A    | Álvaro Saborío          | 25 marzo 1982      | 53    | 18   | Sion                      |
| 10 | C    | Wálter Centeno          | 6 ottobre 1974     | 131   | 22   | Saprissa                  |
| 11 | C    | Andy Herron             | 12 aprile 1976     | 24    | 7    | Herediano                 |
| 12 | D    | Leonardo González       | 21 novembre 1980   | 61    | 1    | Seattle Sounders          |
| 13 | D    | Gonzalo Segares         | 13 ottobre 1982    | 14    | 0    | Chicago Fire              |
| 14 | C    | Armando Alonso          | 21 marzo 1984      | 17    | 3    | Saprissa                  |
| 15 | D    | Harold Wallace          | 7 settembre 1975   | 100   | 3    | Liberia Mía               |
| 16 | C    | Esteban Sirias          | 3 ottobre 1980     | 7     | 0    | Liberia Mía               |
| 17 | D    | Pablo Herrera Barrantes | 14 febbraio 1987   | 18    | 3    | Alajuelense               |
| 18 | P    | Ricardo González        | 6 marzo 1974       | 42    | 0    | Herediano                 |
| 19 | C    | Warren Granados         | 6 dicembre 1981    | 6     | 2    | Ramonense                 |
| 20 | D    | Dennis Marshall         | 9 agosto 1985      | 5     | 0    | Herediano                 |
| 21 | A    | Froylán Ledezma         | 2 gennaio 1978     | 19    | 6    | Admira Wacker Mödling     |
| 22 | C    | Yosimar Arias           | 24 settembre 1986  | 3     | 0    | Brujas                    |
| 23 | P    | Daniel Cambronero       | 8 gennaio 1986     | 1     | 0    | Universidad de Costa Rica |

### El Salvador
Allenatore:  Carlos de los Cobos
| N. | Pos. | Giocatore              | Data nascita (età) | Pres. | Reti | Squadra               |
| -- | ---- | ---------------------- | ------------------ | ----- | ---- | --------------------- |
| 1  | P    | Miguel Montes          | 12 febbraio 1980   | 28    | 0    | Nejapa F.C.           |
| 2  | D    | Alexander Escobar      | 4 aprile 1984      | 30    | 0    | Isidro Metapán        |
| 3  | D    | Marvin González        | 17 aprile 1982     | 61    | 1    | FAS                   |
| 4  | D    | Mardoqueo Henríquez    | 24 maggio 1987     | 16    | 0    | FAS                   |
| 5  | D    | Luis Miguel Hernández  | 9 febbraio 1985    | 19    | 0    | C.D. Águila           |
| 6  | A    | Julio Enrique Martínez | 8 luglio 1985      | 9     | 1    | Club León             |
| 7  | C    | Ramón Alfredo Sánchez  | 25 maggio 1982     | 52    | 2    | Alianza F.C.          |
| 8  | C    | Osael Romero           | 18 aprile 1986     | 31    | 8    | C.D. Vista Hermosa    |
| 9  | A    | Rudis Corrales         | 6 novembre 1979    | 55    | 13   | C.D. Águila           |
| 10 | C    | Eliseo Quintanilla     | 5 febbraio 1983    | 37    | 12   | Ermis Aradippou       |
| 11 | A    | Rodolfo Zelaya         | 3 luglio 1988      | 19    | 4    | Club León             |
| 12 | D    | Manuel Salazar         | 23 gennaio 1986    | 38    | 0    | C.D. Luís Ángel Firpo |
| 13 | D    | Deris Umanzor          | 7 gennaio 1980     | 16    | 0    | C.D. Águila           |
| 14 | C    | Dennis Alas            | 10 gennaio 1985    | 42    | 2    | C.D. Luís Ángel Firpo |
| 15 | D    | Alfredo Pacheco        | 1º dicembre 1982   | 70    | 6    | New York Red Bulls    |
| 16 | C    | Óscar Armando Jiménez  | 18 aprile 1979     | 23    | 0    | Alianza F.C.          |
| 17 | C    | Cristian Castillo      | 27 luglio 1984     | 27    | 2    | Club León             |
| 18 | A    | Salvador Coreas        | 29 settembre 1984  | 32    | 0    | C.D. Vista Hermosa    |
| 19 | A    | William Reyes          | 29 ottobre 1976    | 14    | 0    | FAS                   |
| 20 | C    | Víctor Turcios         | 13 aprile 1988     | 6     | 0    | C.D. Luís Ángel Firpo |
| 21 | C    | William Torres Alegría | 27 ottobre 1976    | 23    | 2    | C.D. Águila           |
| 22 | P    | Benji Villalobos       | 15 luglio 1988     | 0     | 0    | C.D. Águila           |
| 23 | A    | Herber Barrera         | 28 aprile 1987     | 1     | 0    | C.D. Luís Ángel Firpo |

### Giamaica
Allenatore:  Theodore Whitmore
| N. | Pos. | Giocatore           | Data nascita (età) | Pres. | Reti | Squadra               |
| -- | ---- | ------------------- | ------------------ | ----- | ---- | --------------------- |
| 1  | P    | Donovan Ricketts    | 7 giugno 1977      | 83    | 0    | Los Angeles Galaxy    |
| 2  | C    | Eric Vernon         | 24 marzo 1980      | 11    | 2    | Portmore United       |
| 3  | D    | Damion Stewart      | 18 agosto 1980     | 53    | 3    | Q.P.R.                |
| 4  | D    | Claude Davis        | 6 marzo 1979       | 65    | 2    | Derby County          |
| 5  | D    | Ian Goodison        | 21 novembre 1972   | 114   | 9    | Tranmere Rovers       |
| 7  | C    | Jason Morrison      | 7 giugno 1984      | 19    | 1    | Ferencvárosi TC       |
| 8  | C    | Jamal Campbell-Ryce | 6 aprile 1983      | 17    | 0    | Barnsley              |
| 10 | A    | Ricardo Fuller      | 31 ottobre 1979    | 52    | 5    | Stoke City            |
| 11 | A    | Luton Shelton       | 11 novembre 1985   | 47    | 27   | Vålerenga             |
| 12 | C    | Demar Phillips      | 23 settembre 1983  | 35    | 5    | Aalesunds             |
| 13 | P    | Dwayne Kerr         | 16 gennaio 1987    | 4     | 0    | Portmore United       |
| 14 | D    | Tyrone Marshall     | 12 novembre 1974   | 81    | 5    | Seattle Sounders FC   |
| 15 | D    | Ricardo Gardner     | 25 settembre 1978  | 99    | 9    | Bolton Wanderers      |
| 16 | C    | Jermaine Johnson    | 25 giugno 1980     | 61    | 9    | Sheffield Wednesday   |
| 17 | C    | Rodolph Austin      | 1º giugno 1985     | 26    | 2    | SK Brann              |
| 18 | D    | Rafe Wolfe          | 19 dicembre 1985   | 8     | 1    | Ferencvárosi TC       |
| 19 | A    | Nicholas Addlery    | 7 dicembre 1981    | 5     | 1    | Puerto Rico Islanders |
| 20 | D    | O'Neil Thompson     | 11 agosto 1983     | 20    | 1    | Notodden              |
| 21 | P    | Dwayne Miller       | 14 luglio 1987     | 5     | 0    | Harbour View          |
| 22 | A    | Omar Cummings       | 13 luglio 1982     | 13    | 3    | Colorado Rapids       |
| 23 | C    | Dane Richards       | 14 dicembre 1983   | 13    | 0    | Red Bull New York     |
| 24 | D    | Shavar Thomas       | 29 gennaio 1981    | 26    | 0    | Chivas USA            |

## Gruppo B

### Grenada
Allenatore:  Tommy Taylor
| N. | Pos. | Giocatore                | Data nascita (età) | Pres. | Reti | Squadra                |
| -- | ---- | ------------------------ | ------------------ | ----- | ---- | ---------------------- |
| 1  | P    | Andray Baptiste          | 15 aprile 1977     | 8     | 0    | Harrow Borough F.C.    |
| 4  | D    | Cassim Langaigne         | 27 febbraio 1980   | 26    | 3    | Carib Hurricane FC     |
| 5  | D    | Jason James              | 25 febbraio 1982   | 11    | 0    | Carib Hurricane FC     |
| 6  | D    | Marc Marshall            | 24 dicembre 1985   | 24    | 0    | G.B.S.S. FC            |
| 7  | C    | Byron Bubb               | 17 dicembre 1981   | 11    | 2    | Slough Town            |
| 8  | A    | Delroy Facey             | 22 aprile 1980     | 2     | 0    | Notts County           |
| 9  | C    | Ricky Charles            | 19 giugno 1975     | 34    | 19   | St Ann's Rangers       |
| 10 | A    | Kitson Bain              | 26 maggio 1982     | 25    | 9    | Ball Dogs FC           |
| 11 | D    | Anthony Benedict Modeste | 30 agosto 1975     | 40    | 6    | Portmore United        |
| 12 | A    | Marcus Julien            | 30 dicembre 1986   | 11    | 1    | E.S.S. FC              |
| 13 | C    | Dwayne Leo               | 28 giugno 1982     | 16    | 0    | South Stars FC         |
| 14 | A    | Denron Daniel            | 14 marzo 1989      | 1     | 0    | Hard Rock FC           |
| 15 | D    | Rimmel Daniel            | 28 gennaio 1991    | 2     | 0    | Gillingham             |
| 16 | C    | Kwasi Paul               | 2 settembre 1987   | 3     | 0    |                        |
| 17 | C    | Euon Brown               | 9 luglio 1987      | 1     | 0    |                        |
| 18 | A    | Lyndon Antoine           | 18 marzo 1986      | 5     | 0    |                        |
| 19 | D    | Michael Mark             |                    | 2     | 0    | E.S.S. FC              |
| 20 | A    | Jake Rennie              | 30 gennaio 1983    | 4     | 1    | Bonner SC              |
| 21 | C    | Shalrie Joseph           | 24 maggio 1978     | 16    | 1    | New England Revolution |
| 23 | D    | Patrick Modeste          | 30 settembre 1976  | 31    | 2    | Q.P.R.                 |
| 25 | C    | Shane Rennie             | 14 dicembre 1986   | 26    | 5    | Paradise FC            |
| 30 | P    | Desmond Noel             | 28 novembre 1974   | 21    | 0    | Q.P.R.                 |
| 33 | P    | Josh Charles             | 29 novembre 1990   | 0     | 0    | Hard Rock FC           |

### Haiti
Allenatore:  Jairo Ríos
| N. | Pos. | Giocatore                | Data nascita (età) | Pres. | Reti | Squadra                 |
| -- | ---- | ------------------------ | ------------------ | ----- | ---- | ----------------------- |
| 1  | P    | Peterson Occénat         | 3 dicembre 1989    | 7     | 0    | Aigle Noir AC           |
| 2  | C    | Evens Prophète           | 6 gennaio 1980     | 1     | 0    | Aigle Noir AC           |
| 3  | D    | Frantz Gilles            | 1º novembre 1977   | 74    | 1    | AS Cavaly               |
| 4  | D    | Paulin Jean              | 3 maggio 1986      | 2     | 0    | Aigle Noir AC           |
| 5  | D    | Lesley Fellinga          | 29 settembre 1985  | 9     | 0    | Heerenveen              |
| 6  | C    | Frantz Bertin            | 30 maggio 1983     | 22    | 1    | OFI                     |
| 7  | C    | Brunel Fucien            | 26 agosto 1984     | 33    | 8    | Aigle Noir AC           |
| 8  | D    | Judelin Aveska           | 21 dicembre 1987   | 13    | 0    | Independiente Rivadavia |
| 9  | A    | Leonel Saint-Preux       | 12 maggio 1985     | 25    | 3    | Minnesota Thunder       |
| 10 | C    | Jean-Robens Jérôme       | 23 luglio 1983     | 5     | 1    |                         |
| 11 | A    | Fabrice Noël             | 21 luglio 1985     | 18    | 2    | Puerto Rico Islanders   |
| 12 | C    | James Marcelin           | 13 giugno 1986     | 19    | 1    | Puerto Rico Islanders   |
| 13 | D    | Pierre Richard Bruny     | 6 aprile 1972      | 83    | 1    | Don Bosco               |
| 14 | C    | Mones Chery              | 2 dicembre 1981    | 48    | 6    | Racing Club             |
| 15 | D    | Ednerson Raymond         | 14 maggio 1985     | 30    | 1    | Baltimore SC            |
| 16 | D    | Mackorel Sampeur         | 20 marzo 1986      | 18    | 0    | Violette A.C.           |
| 17 | D    | Simson Exumé             | 20 ottobre 1989    | 1     | 0    | AS Mirebalais           |
| 18 | P    | Dominique Jean-Zerphirin | 3 giugno 1982      | 9     | 0    | ES Fréjus               |
| 19 | A    | Vaniel Sirin             | 26 ottobre 1989    | 9     | 1    | Tempête                 |
| 20 | C    | Jean-Marc Alexandre      | 24 agosto 1986     | 6     | 0    | Austin Aztex            |
| 21 | P    | Wings Pierre-Louis       | 25 giugno 1982     | 0     | 0    | AS Mirebalais           |
| 22 | C    | Philbert Mercéus         | 10 novembre 1981   | 3     | 1    | Don Bosco               |
| 23 | A    | Abel Thermeus            | 19 gennaio 1983    | 8     | 0    | Debreceni               |

### Honduras
Allenatore:  Reinaldo Rueda
| N. | Pos. | Giocatore          | Data nascita (età) | Pres. | Reti | Squadra             |
| -- | ---- | ------------------ | ------------------ | ----- | ---- | ------------------- |
| 1  | P    | John Bodden        | 30 ottobre 1981    | 4     | 0    | Victoria            |
| 2  | D    | Osman Chávez       | 29 luglio 1984     | 21    | 0    | CD Platense         |
| 3  | D    | David Molina       | 13 marzo 1988      | 1     | 0    | Motagua             |
| 4  | D    | Johnny Palacios    | 20 dicembre 1986   | 3     | 0    | Olimpia             |
| 5  | D    | Erick Norales      | 11 febbraio 1985   | 12    | 1    | Marathón            |
| 6  | D    | Juan Carlos García | 8 marzo 1988       | 1     | 0    | Marathón            |
| 7  | C    | Rigoberto Padilla  | 1º dicembre 1985   | 2     | 0    | Olimpia             |
| 8  | A    | Allan Lalín        | 5 gennaio 1981     | 7     | 2    | Real España         |
| 9  | C    | Carlos Mejía       | 29 settembre 1983  | 11    | 1    | Marathón            |
| 10 | C    | Marvin Chávez      | 3 novembre 1983    | 18    | 1    | Marathón            |
| 11 | C    | Mariano Acevedo    | 2 marzo 1983       | 9     | 0    | Marathón            |
| 12 | P    | Ricardo Canales    | 30 maggio 1982     | 1     | 0    | Motagua             |
| 13 | A    | Carlo Costly       | 17 luglio 1982     | 30    | 11   | Bełchatów           |
| 14 | D    | Carlos Palacios    | 30 gennaio 1982    | 5     | 0    | Real España         |
| 15 | C    | Wálter Martínez    | 28 marzo 1982      | 28    | 9    | Alavés              |
| 16 | C    | Nery Medina        | 5 luglio 1981      | 12    | 0    | Real España         |
| 17 | C    | Miguel Castillo    | 1º dicembre 1986   | 5     | 0    | Motagua             |
| 18 | A    | Melvin Valladares  | 14 luglio 1984     | 9     | 1    | Real España         |
| 21 | D    | Luis Ramos         | 11 aprile 1985     | 0     | 0    | Spartacus           |
| 22 | P    | Donis Escober      | 3 febbraio 1980    | 9     | 0    | Olimpia             |
| 23 | C    | Roger Espinoza     | 25 ottobre 1986    | 8     | 2    | Kansas City Wizards |
| 24 | A    | Georgie Welcome    | 9 marzo 1985       | 6     | 0    | Motagua             |
| 25 | A    | Luis Alfredo López | 29 agosto 1986     | 8     | 0    | Marathón            |

### Stati Uniti
Allenatore:  Bob Bradley
| N. | Pos. | Giocatore          | Data nascita (età) | Pres. | Reti | Squadra                |
| -- | ---- | ------------------ | ------------------ | ----- | ---- | ---------------------- |
| 1  | P    | Troy Perkins       | 20 luglio 1981     | 6     | 0    | Vålerenga              |
| 2  | D    | Heath Pearce       | 13 agosto 1984     | 28    | 0    | Hansa Rostock          |
| 3  | D    | Clarence Goodson   | 17 maggio 1982     | 6     | 1    | IK Start               |
| 4  | D    | Chad Marshall      | 22 agosto 1984     | 9     | 1    | Columbus Crew          |
| 5  | C    | Kyle Beckerman     | 23 aprile 1982     | 9     | 1    | Real Salt Lake         |
| 6  | D    | Steve Cherundolo   | 19 febbraio 1979   | 53    | 2    | Hannover 96            |
| 7  | C    | Robbie Rogers      | 12 maggio 1987     | 6     | 1    | Columbus Crew          |
| 8  | C    | Logan Pause        | 22 agosto 1981     | 5     | 0    | Chicago Fire           |
| 9  | A    | Charlie Davies     | 28 agosto 1986     | 11    | 3    | Hammarby               |
| 10 | C    | Stuart Holden      | 1º agosto 1985     | 5     | 2    | Houston Dynamo         |
| 11 | A    | Brian Ching        | 24 maggio 1978     | 41    | 10   | Houston Dynamo         |
| 12 | D    | Jimmy Conrad       | 12 febbraio 1977   | 26    | 1    | Kansas City Wizards    |
| 13 | C    | Colin Clark        | 11 aprile 1984     | 1     | 0    | Colorado Rapids        |
| 14 | D    | Michael Parkhurst  | 24 gennaio 1984    | 8     | 0    | Nordsjælland           |
| 15 | C    | Sam Cronin         | 12 dicembre 1986   | 2     | 0    | Toronto FC             |
| 16 | D    | Jay Heaps          | 2 agosto 1976      | 4     | 0    | New England Revolution |
| 17 | A    | Kenny Cooper       | 21 ottobre 1984    | 9     | 4    | FC Dallas              |
| 18 | P    | Luis Robles        | 11 maggio 1984     | 1     | 0    | Kaiserslautern         |
| 19 | C    | Freddy Adu         | 2 giugno 1989      | 15    | 2    | Benfica                |
| 20 | A    | Santino Quaranta   | 14 ottobre 1984    | 15    | 1    | D.C. United            |
| 21 | C    | Brad Evans         | 20 aprile 1985     | 3     | 0    | Seattle Sounders FC    |
| 22 | C    | Davy Arnaud        | 22 giugno 1980     | 7     | 1    | Kansas City Wizards    |
| 23 | P    | Jon Busch          | 18 agosto 1976     | 1     | 0    | Chicago Fire           |
|    | P    | Brad Guzan         | 9 settembre 1984   | 13    | 0    | Aston Villa            |
|    | D    | Jonathan Bornstein | 7 novembre 1984    | 19    | 0    | Chivas USA             |
|    | C    | Ricardo Clark      | 10 febbraio 1983   | 22    | 1    | Houston Dynamo         |
| 25 | C    | Benny Feilhaber    | 19 gennaio 1985    | 23    | 2    | AGF                    |
|    | C    | Sacha Kljestan     | 9 settembre 1985   | 20    | 3    | Chivas USA             |
|    | A    | Jozy Altidore      | 6 novembre 1989    | 16    | 7    | Villarreal             |
|    | A    | Conor Casey        | 25 luglio 1981     | 14    | 0    | Colorado Rapids        |

## Gruppo C

### Guadalupa
Allenatore:  Roger Salnot
| N. | Pos. | Giocatore              | Data nascita (età) | Pres. | Reti | Squadra         |
| -- | ---- | ---------------------- | ------------------ | ----- | ---- | --------------- |
| 1  | P    | Yohann Bus             |                    | 0     | 0    |                 |
| 2  | D    | Méddy Lina             | 11 gennaio 1986    | 7     | 0    | Evolucas        |
| 3  | D    | Mickaël Tacalfred      | 23 aprile 1981     | 8     | 0    | Reims           |
| 4  | D    | Cédric Avinel          | 11 settembre 1986  | 8     | 0    | Gueugnon        |
| 5  | D    | Eddy Viator            | 2 giugno 1982      | 4     | 0    | Amiens          |
| 6  | D    | Alain Vertot           | 14 novembre 1972   | 43    | 2    | Morne-à-l'Eau   |
| 7  | A    | Loïc Loval             | 28 settembre 1981  | 10    | 3    | Utrecht         |
| 8  | C    | Stéphane Auvray        | 4 settembre 1981   | 14    | 1    | Nîmes Olympique |
| 9  | A    | Ludovic Gotin          | 25 luglio 1985     | 10    | 5    | Moulien         |
| 10 | C    | Aurélien Capoue        | 28 febbraio 1982   | 7     | 0    | Nantes          |
| 11 | A    | Mickaël Antoine-Curier | 3 marzo 3          | 11    | 6    | Dundee          |
| 12 | C    | David Fleurival        | 19 febbraio 1984   | 15    | 1    | Châteauroux     |
| 13 | C    | Jean-Luc Lambourde     | 10 aprile 1980     | 33    | 7    | Amical Club     |
| 14 | D    | Willy Laurence         | 3 aprile 1984      | 9     | 0    | Morne-à-l'Eau   |
| 15 | D    | Miguel Comminges       | 16 marzo 1982      | 11    | 0    | Cardiff City    |
| 16 | P    | Marius Fausta          | 28 aprile 1973     | 13    | 0    | Evolucas        |
| 17 | C    | Lery Hanani            | 1º ottobre 1982    | 23    | 4    | La Gauloise     |
| 18 | C    | Thomas Gamiette        | 21 giugno 1986     | 4     | 0    | Reims           |
| 19 | C    | Grégory Gendrey        | 10 luglio 1986     | 12    | 3    | Evolucas        |
| 20 | C    | Larry Clavier          | 9 gennaio 1981     | 3     | 0    | Racing Paris    |
| 21 | D    | Fabien Jérôme          |                    | 5     | 1    | Evolucas        |
| 22 | A    | Alexandre Alphonse     | 17 giugno 1982     | 3     | 1    | Zurigo          |
| 23 | P    | Cédric Céligny         | 18 aprile 1981     | 0     | 0    | JE Les Abymes   |

### Messico
Allenatore:  Javier Aguirre
| N. | Pos. | Giocatore                      | Data nascita (età) | Pres. | Reti | Squadra             |
| -- | ---- | ------------------------------ | ------------------ | ----- | ---- | ------------------- |
| 1  | P    | Guillermo Ochoa                | 13 luglio 1985     | 28    | 0    | América             |
| 2  | D    | Jonny Magallón                 | 21 novembre 1981   | 41    | 3    | Chivas              |
| 3  | D    | Ismael de Jesús Rodríguez Vela | 10 gennaio 1981    | 6     | 0    | América             |
| 4  | D    | Edgar Dueñas                   | 5 marzo 1983       | 4     | 0    | Toluca              |
| 5  | D    | Fausto Pinto                   | 8 agosto 1983      | 24    | 0    | Cruz Azul           |
| 6  | C    | Gerardo Torrado                | 30 aprile 1979     | 100   | 6    | Cruz Azul           |
| 7  | C    | Alberto Medina                 | 29 maggio 1983     | 47    | 2    | Chivas              |
| 8  | D    | Israel Castro                  | 20 dicembre 1980   | 17    | 0    | Pumas               |
| 9  | A    | Omar Bravo                     | 4 marzo 1980       | 63    | 15   | Deportivo La Coruña |
| 10 | A    | Guillermo Franco               | 3 novembre 1976    | 17    | 5    | Villarreal          |
| 11 | A    | Carlos Vela                    | 1º marzo 1989      | 19    | 6    | Arsenal             |
| 12 | P    | José de Jesús Corona           | 26 luglio 1981     | 8     | 0    | Cruz Azul           |
| 13 | A    | Pablo Barrera                  | 21 giugno 1987     | 7     | 2    | Pumas               |
| 14 | A    | Miguel Sabah                   | 14 novembre 1979   | 9     | 4    | Morelia             |
| 15 | D    | José Antonio Castro González   | 11 agosto 1980     | 29    | 1    | Tigres              |
| 16 | A    | Carlos Esquivel                | 10 aprile 1982     | 8     | 0    | Toluca              |
| 17 | C    | Giovani dos Santos             | 11 maggio 1989     | 19    | 4    | Tottenham           |
| 18 | A    | José María Cárdenas            | 2 aprile 1985      | 2     | 1    | Santos Laguna       |
| 19 | C    | Luis Miguel Noriega            | 17 aprile 1985     | 4     | 1    | Puebla              |
| 20 | C    | Israel Martínez                | 14 marzo 1981      | 8     | 0    | América             |
| 21 | D    | Juan Carlos Valenzuela         | 15 maggio 1984     | 5     | 0    | América             |
| 22 | D    | Efraín Juárez                  | 22 febbraio 1988   | 5     | 0    | Pumas               |
| 23 | P    | Oscar Pérez Rojas              | 1º febbraio 1973   | 48    | 0    | Jaguares            |

### Nicaragua
Allenatore:  Otoniel Olivas
| N. | Pos. | Giocatore            | Data nascita (età) | Pres. | Reti | Squadra     |
| -- | ---- | -------------------- | ------------------ | ----- | ---- | ----------- |
| 1  | P    | Denis Espinoza       | 25 agosto 1983     | 4     | 0    | Ferretti    |
| 2  | D    | Roger Mejía          | 30 aprile 1984     | 0     | 0    | América     |
| 3  | D    | Silvio Avilés        | 11 agosto 1980     | 6     | 0    | Ferretti    |
| 4  | D    | Armando Collado      | 17 novembre 1983   | 7     | 0    | Real Estelí |
| 5  | D    | Carlos Alonso        | 25 agosto 1979     | 7     | 0    | Chinandega  |
| 6  | C    | Armando Reyes        | 29 luglio 1981     | 7     | 1    | Diriangén   |
| 7  | C    | Juan Barrera         | 2 maggio 1989      | 7     | 1    | Ferretti    |
| 8  | A    | Rudel Calero         | 20 dicembre 1982   | 3     | 0    | Bluefields  |
| 9  | A    | Wilber Sánchez       | 24 ottobre 1979    | 6     | 0    | Ferretti    |
| 10 | A    | Samuel Wilson        | 9 aprile 1983      | 7     | 2    | Real Estelí |
| 11 | C    | Eliud Zeledón        | 11 marzo 3         | 7     | 0    | Real Estelí |
| 12 | P    | Carlos Mendieta      | 3 novembre 1979    | 3     | 0    | Real Estelí |
| 13 | A    | Félix Rodríguez      | 17 gennaio 1982    | 4     | 0    | Bluefields  |
| 14 | C    | Gabriel Avilés       | 1º luglio 1989     | 2     | 0    | América     |
| 15 | C    | Franklin López       | 16 agosto 1982     | 7     | 0    | Real Estelí |
| 16 | D    | Marvin Molina        | 21 dicembre 1981   | 3     | 0    | Real Estelí |
| 17 | C    | José Carballo        | 23 aprile 1987     | 1     | 0    | Managua     |
| 18 | C    | Marlon Medina        | 6 agosto 1985      | 7     | 1    | Real Estelí |
| 19 | C    | Vidal Alonso         | 3 novembre 1980    | 0     | 0    | Scorpión    |
| 20 | D    | David Solórzano      | 5 novembre 1980    | 6     | 0    | Diriangén   |
| 21 | C    | David Martínez       | 10 agosto 1983     | 1     | 0    | Real Estelí |
| 22 | A    | Daniel Reyes Avellán | 21 luglio 1990     | 0     | 0    | Tigres      |

### Panama
Allenatore:  Gary Stempel
| N. | Pos. | Giocatore              | Data nascita (età) | Pres. | Reti | Squadra         |
| -- | ---- | ---------------------- | ------------------ | ----- | ---- | --------------- |
| 1  | P    | Jaime Penedo           | 26 settembre 1981  | 48    | 0    | Municipal       |
| 2  | D    | Carlos Rivera          | 30 maggio 1979     | 57    | 2    | San Francisco   |
| 3  | D    | Luis Moreno            | 19 marzo 1981      | 65    | 0    | Tauro           |
| 4  | D    | José Anthony Torres    | 27 agosto 1972     | 67    | 0    | Sanarate        |
| 5  | D    | Román Torres           | 20 marzo 1986      | 29    | 0    | La Equidad      |
| 6  | C    | Gabriel Enrique Gómez  | 29 maggio 1984     | 52    | 2    | Belenenses      |
| 7  | A    | Blas Pérez             | 13 marzo 1981      | 33    | 11   | Pachuca         |
| 8  | C    | Alberto Blanco         | 8 gennaio 1978     | 57    | 3    | Maccabi Netanya |
| 9  | A    | José Luis Garcés       | 6 maggio 1981      | 29    | 7    | Académica       |
| 10 | C    | Nelson Barahona        | 22 novembre 1987   | 16    | 2    | Atlético Huila  |
| 11 | C    | Víctor Herrera Piggott | 18 aprile 1980     | 31    | 2    | San Francisco   |
| 12 | P    | Óscar McFarlane        | 29 novembre 1980   | 15    | 0    | Iquitos         |
| 13 | D    | Joel Solanilla         | 24 dicembre 1983   | 28    | 0    | San Miguelito   |
| 14 | D    | Armando Gun            | 17 gennaio 1986    | 19    | 0    | Chepo           |
| 15 | C    | Ricardo Phillips       | 31 gennaio 1975    | 70    | 9    | San Francisco   |
| 16 | C    | Manuel Torres          | 25 novembre 1978   | 34    | 1    | San Francisco   |
| 17 | A    | Nicolás Muñoz          | 21 dicembre 1981   | 8     | 0    | Vista Hermosa   |
| 18 | A    | Luis Tejada            | 28 marzo 1982      | 43    | 18   | Millonarios     |
| 19 | A    | Orlando Rodríguez      | 9 agosto 1984      | 14    | 0    | Árabe Unido     |
| 20 | C    | Rolando Escobar        | 24 ottobre 1981    | 25    | 1    | Caracas         |
| 21 | C    | Amílcar Henríquez      | 2 agosto 1983      | 31    | 0    | Atlético Huila  |
| 22 | P    | José de Jesús Calderón | 14 agosto 1985     | 4     | 0    | Chepo           |
| 23 | D    | Felipe Baloy           | 24 febbraio 1981   | 43    | 2    | Monterrey       |